# Estación Gigena
 Alcira Gigena o simplemente Gigena es una estación ferroviaria ubicada en Alcira, en el Departamento Río Cuarto, Provincia de Córdoba, República Argentina.

## Servicios
Actualmente, no presta ningún servicio de cargas ni de pasajeros.